# Henk van der Werff
Henk van der Werff (1946) is een Nederlandse botanicus. In 1978 is hij gepromoveerd aan de Rijksuniversiteit Utrecht bij Robbert Gradstein.
Van der Werff is actief als conservator en onderzoeker bij de Missouri Botanical Garden. Tevens is hij adjunct-associate professor en onderzoeks-associate professor bij de University of Missouri-St. Louis
Van der Werff is gespecialiseerd in de laurierfamilie (Lauraceae) en de flora van de Galápagoseilanden. In zijn onderzoek met betrekking tot de laurierfamilie, richt hij zich met name op soorten uit Midden-Amerika, Peru, Ecuador en Madagaskar. In deze gebieden heeft hij ook veldwerk verricht.
Van der Werff is (mede)auteur van artikelen in in botanische tijdschriften als Adansonia, American Journal of Botany, Annals of the Missouri Botanical Garden, Blumea, Brittonia, Novon en Systematic Botany. Hij is (mede)auteur van meer dan 300 botanische namen. Hij participeert in de Flora Mesoamericana, een samenwerkingsproject dat is gericht op het in kaart brengen en beschrijven van de vaatplanten van Meso-Amerika.